# Поредак наслеђивања српског и југословенског трона
Краљевина Србија укинута је 1. децембра 1918. када је проглашена Краљевина Срба, Хрвата и Словенаца, касније Краљевина Југославија од 3. октобра 1929. која је постојала до 29. новембра 1945. године.
Породичним правилником из 1930. године који је једини донет регулисано је право наслеђивања српског и југословенског трона. Тренутни претендент на оба трона је престолонаследник Александар син јединац краља Петра II Карађорђевића који је преминуо 1970. године.
Наслеђе се преноси у мушкој примогенитури, што значи од оца на најстаријег сина, све док постоји директна линија наслеђивања. Ако се директна линија прекине, начело примогенитуре се поново успоставља по старешинству првородства међу браћом последњег Монарха.
То значи да редослед рођења деце Монарха условљава редослед њиховог права на наслеђе престола и да по том начелу не постоји компонента избора нити аутономне воље. У случају формалне абдикације било ког члана Краљевске породице на његово место у редоследу наслеђивања, то место аутоматски припада следећем члану Краљевске породице по старешинству првородства. Изузетно, ово се правило може и другачије уредити вољом Монарха који нема директног потомства.

## Линија наслеђа
- Кнез Александар Карађорђевић (1806–1885)
  -  Краљ Петар I (1844–1921)
    -  Kраљ Александар I (1888–1934)
      -  Kраљ Петар II (1923–1970)
        -  Престолонаследник Александар (1945)
          - Принц Петар (1980) (абдицирао)
          - (1) Принц наследник Филип (1982)
            - (2) Принц Стефан (2018)

          - (3) Принц Александар (1982)

      - Краљевић Томислав (1928–2000)
        - (4) Кнез Никола (1958)
        - (5) Кнез Ђорђе (1984)
        - (6) Кнез Михаило (1985)

      - Краљевић Андреј (1929–1990)
        - (7) Кнез Владимир (1964)
        - (8) Кнез Димитрије (1965)

  - Кнез Арсен (1859–1938)
    - Кнез Павле (1893–1976)
      - Кнез Александар П. (1924–2016)
        - (*) Кнез Димитрије (1958)
        - (*) Кнез Михаило (1958)
        - (*) Кнез Сергије (1963)
        - (*) Кнез Душан (1977)

Ако монарх нема мушких наследника, њега ће према уставу наследити први мушки наследник из бочне линије династије Карађорђевић. Женски потомци немају права наслеђа, и до удаје припадају краљевском дому Карађорђевића. Потомци кнеза Арсена немају право наслеђа престола Краљевине Србије и Краљевине Југославије.